# Tim Sohr
Tim Sohr (* 1980 in Düsseldorf) ist ein deutscher Schriftsteller und Journalist. 

## Leben und Werk
Sohr studierte Kultur- und Medienwissenschaften in Düsseldorf und Barcelona. 2014 veröffentlichte Sohr seinen Debütroman Woanders is’ auch scheiße, der von den Lesern des Musikexpress zum „Buch des Jahres 2014“ gewählt wurde. Für seine Coming-of-Age-Geschichte, in der „Bild“-Zeitung als „herrliche Zeitreise in die 90er-Jahre“ bezeichnet, wurde Sohr von der Hamburger Morgenpost mit Benjamin von Stuckrad-Barre verglichen.
2017 erschien sein zweites Buch Für immer und Amy, das für den DeLiA-Literaturpreis als „Bester Liebesroman des Jahres“ nominiert wurde.
Sohr lebt in Hamburg und ist seit 2015 außerdem als Autor und Redakteur für den „stern“ und „Neon“ tätig.

## Werke
- Woanders is' auch scheiße. Droemer, München 2014, ISBN 978-3-426-51531-0
- Für immer und Amy. List, Berlin 2017, ISBN 978-3-548-61365-9